# Вангозеро
Вангозеро (Ванчозеро, рос. Вангозеро) — озеро в Медвеж'єгорському районі Карелії, Російська Федерація.
Розташоване на Заонезькому півострові. Має овальну форму, простягається з північного заходу на південний схід. Береги пологі, вкриті хвойним лісом.
Основні притоки — річки Угома та Мягрозерка. Витікає річка Вагнозерка, що впадає до Онезького озера. На озері близько 10 островів, загальною площею 0,12 км².